# راي بورتون
راي بورتون (بالإنجليزية: Ray Burton)‏ هو عازف قيثارة ومغني وكاتب أغاني أسترالي، ولد في 1945.

## وصلات خارجية
- الموقع الرسمي
- راي بورتون على موقع IMDb (الإنجليزية)
- راي بورتون على موقع ميوزك برينز (الإنجليزية)
- راي بورتون على موقع ديسكوغز (الإنجليزية)
- راي بورتون على موقع ديسكوغز (الإنجليزية)